# Тимо Вернер
Тимо Вернер (Штутгарт, 6. март 1996) јесте немачки фудбалер који игра као нападач за Тотенхем хотспер (на позајмици из РБ Лајпцига) и репрезентацију Немачке.
Након што је дебитовао 2013. године, Вернер је постао најмлађи играч који је икада наступао за Штутгарт, а касније постао најмлађи стрелац клуба. Имао је преко 100 наступа за клуб пре него што се придружио РБ Лајпцигу 2016. године. Такође држи рекорде за најмлађег играча са 100 и 150 наступа у Бундеслиги.
Као доказани голгетер на омладинском међународном нивоу, Вернер је направио свој први деби за Немачку 2017. Исте године, помогао је Немачкој да освоји ФИФА куп конфедерација, на коме је дао три гола, што му је донело награду за најбољег голгетера турнира.

## Клупска каријера

### Штутгарт
Дипломац је академије ФК Штутгарт, и наступао је за све млађе категорије тог клуба . Током сезоне 2012-13, био је пребачен у селекцију од 19 година упркос томе што је у то време имао само шеснаест година. 
Дебитовао је за сениоре касније те године у квалификацијама за Лигу Европе у сезони 2013-14 у мечу против ФК Ботев Пловдив. Након тога, постао је најмлађи играч који је икада играо на званичној утакмици за Штутгарт са 17 година, 4 месеца и 25 дана, срушивши рекорд који је претходно држао Герхард Посцхнер. У наредним недељама постао је и најмлађи играч Штутгарта у Бундеслиги, купу немачке и најмлађи стрелац икада после гола који је постигао против против ФК Ајнтрахта из Франкфурта. Оборио је још један рекорд 10. новембра када је постигао голове у победи од 3-1 против ФК Фрајбурга, чиме је постао и најмлађи играч у историји Бундеслиге који је постигао два гола у једној утакмици.
На 18. рођендан Вернер је потписао професионални уговор до јуна 2018. године са ФК Штутгартом. Постигао је 14 голова у 96 лигашких утакмица, током којих је постао најмлађи играч са 50 одиграних утакмица у Бундеслиги. Тај рекорд је касније срушио Каи Хавертз 2018. године. ФК Штутгарт је испао из лиге у мају 2016, што га је у наредном месецу навело да се придружи новопромовисаном Бундеслигашу ФК РБ Лајпцигу.

### РБ Лајпциг
Дана 11. јуна 2016. године, Вернер је потписао четверогодишњи уговор са ФК РБ Лајпцигом. Трансфер је износио 10 милиона евра, што је учинило Вернера највећим трансфером у историји ФК РБ Лајпциг. 26. септембра 2016. године постао је најмлађи играч са 100 утакмица у Бундеслиги на утакмици против ФК Келна са 20 година и 203 дана. Тако је оборио рекорд који је претходно држао Јулијан Дракслер за 22 дана. Вернер је завршио сезону 2016-17 са 21 голом, чиме је постао најбољи стрелац немачког шампионата и помогао Лајпцигу да се први пут у историји клуба квалификује за УЕФА Лигу шампиона.
У марту 2018. године, у утакмици против бившег клуба Штутгарта, Вернер је постао најмлађи играч са 150 наступа у Бундеслиги, срушивши рекорд који је претходно држао Карл-Хеинз Корбел. Касније тог месеца помогао је Лајпцигу да победи Бајерн Минхен по први пут, када је постигао победнички гол у победи од 2-1.

### Челси
Дана 18. јуна 2020, Вернер је пристао да потпише уговор за енглески премијерлигашки клуб Челси, који је активирао своју откупну клаузулу од 47,5 милиона £ на петогодишњи уговор. Придружио се клубу 1. јула.

## Репрезентативна каријера
Вернер је представљао Немачку у свим млађим категоријама, играјући за тимове до 15, до 16, до 17, до 19 и до 21 године, постигао је 34 гола у 48 мечева. 2010. године постигао је три гола на свом првом наступу за Немачку репрезентацију до 15 година у утакмици против Пољске. Две године касније, био је део немачке екипе која је завршила на другом месту на Европском првенству 2012. за играче до 17 година.
Вернер је позван у немачку сениорску екипу 2017. године од стране главног тренера Јоахим Лева за пријатељску утакмицу против Енглеске и квалификациони меч за Светско првенство 2018. године против Азербејџана, 22. марта и 26. марта 2017.
Вернер је 17. маја 2017. године позван у репрезентацију за ФИФА Куп конфедерација 2017. године у Русији. У првој утакмици на турниру против Аустралије ушао је у игру уместо Сандра Вагнера, док је други меч у групи против Камеруна 25. јуна почео као стартер и на ком је постигао своја прва два гола за сениорску репрезентацију. Четири дана касније, Вернер је постигао трећи гол Немачке у победо од 4-1 над Мексиком у полуфиналу турнира. У финалу 2. јула 2017. године, Вернер је асистирао победничком голу Ларса Стиндл-а против Чилеа. Са три гола и две асистенције, Вернер је проглашен за најбољег играча турнира.

## Статистика

### Клупска каријера
До 12. маја 2018
| Клуб              | Сезона            | Лига              | Лига         | Лига   | Куп          | Куп    | Европа       | Европа | Укупно       | Укупно |
| Клуб              | Сезона            | Дивизија          | Бр. утакмица | Голови | Бр. утакмица | Голови | Бр. утакмица | Голови | Бр. утакмица | Голови |
| ----------------- | ----------------- | ----------------- | ------------ | ------ | ------------ | ------ | ------------ | ------ | ------------ | ------ |
| ФК Штутгарт       | 2013–14           | Бундеслига        | 30           | 4      | 2            | 0      | 2            | 0      | 34           | 4      |
| ФК Штутгарт       | 2014–15           | Бундеслига        | 32           | 3      | 1            | 0      | —            | —      | 33           | 3      |
| ФК Штутгарт       | 2015–16           | Бундеслига        | 33           | 6      | 3            | 1      | 0            | 0      | 36           | 7      |
| ФК Штутгарт       | Total             | Total             | 95           | 13     | 6            | 1      | 2            | 0      | 103          | 14     |
| ФК РБ Лајпциг     | 2016–17           | Бундеслига        | 31           | 21     | 1            | 0      | —            | —      | 32           | 21     |
| ФК РБ Лајпциг     | 2017–18           | Бундеслига        | 32           | 13     | 2            | 1      | 11           | 7      | 45           | 21     |
| ФК РБ Лајпциг     | Укупно            | Укупно            | 63           | 34     | 3            | 1      | 11           | 7      | 77           | 42     |
| Укупно у каријери | Укупно у каријери | Укупно у каријери | 158          | 47     | 9            | 2      | 13           | 7      | 180          | 56     |

### Репрезентација
До 12. маја 2018 
| Национални тим | Година | Бр. утакмица | Голови |
| -------------- | ------ | ------------ | ------ |
| Немачка        | 2017   | 10           | 7      |
| Немачка        | 2018   | 2            | 0      |
| Total          | Total  | 12           | 7      |

### Голови за репрезентацију
До 14. новембра 2018. колона "Гол за" представља резултат после Вернеровог гола, а колона "Резултат" представља коначан резултат утакмице. 
| #  | Датум               | Venue                                  | Противник | Гол за | Резултат | Такмичење                                         |
| -- | ------------------- | -------------------------------------- | --------- | ------ | -------- | ------------------------------------------------- |
| 1. | 25. Јун 2017.       | Олимпијски стадион Фишт, Сочи, Русија  | Камерун   | 2–0    | 3–1      | ФИФА Куп конфедерација 2017.                      |
| 2. | 25. Јун 2017.       | Олимпијски стадион Фишт, Сочи, Русија  | Камерун   | 3–1    | 3–1      | ФИФА Куп конфедерација 2017.                      |
| 3. | 29. Јун 2017.       | Олимпијски стадион Фишт, Сочи, Русија  | Мексико   | 3–0    | 4–1      | ФИФА Куп конфедерација 2017.                      |
| 4. | 1. септембар 2017.  | Еден Арена, Праг, Чешка                | Чешка     | 1–0    | 2–1      | Квалификације за светско првенство у Русији 2018. |
| 5. | 4 . Септембар 2017. | Мерцедес-Бенц арена, Штутгарт, Немачка | Норвешка  | 3–0    | 6–0      | Квалификације за светско првенство у Русији 2018. |
| 6. | 4 . Септембар 2017. | Мерцедес-Бенц арена, Штутгарт, Немачка | Норвешка  | 4–0    | 6–0      | Квалификације за светско првенство у Русији 2018. |
| 7. | 14. новембар 2017.  | Стадион Рајненергија, Келн, Немачка    | Француска | 1–1    | 2–2      | Пријатељска утакмица                              |

## Трофеји и достигнућа

### Клупски
Челси
- УЕФА Лига шампиона (1) : 2020/21.
- УЕФА суперкуп (1) : 2021.
- Светско клупско првенство (1) : 2021.

РБ Лајпциг
- Куп Немачке (1) : 2022/23.
- Суперкуп Немачке (1) : 2023.

Тотенхем хотспер
- УЕФА Лига Европе (1) : 2024/25.

### Репрезентација
Немачка
- Куп конфедерација (1) : 2017.

### Рекорди

#### Бундеслига
- Најмлађи играч који је постигао 2 гола у утакмици Бундеслиге: 17 година, 249 дана.[3]
- Најмлађи играч који је одиграо 100 утакмица у Бундеслиги: 20 година, 203 дана.[8]
- Најмлађи играч који је одиграо 150 утакмица у Бундеслиги: 22 године, 5 дана.[12]

#### ФК Штутгарт
- Најмлађи играч који је играо на званичној утакмици: 17 година, 148 дана.[1]
- Најмлађи играч који је играо европски меч: 17 година, 148 дана.[1]
- Најмлађи играч који је играо у купу немачке: 17 година, 151 дан.[2]
- Најмлађи играч који је играо утакмицу Бундеслиге: 17 година, 164 дана.[2]
- Најмлађи стрелац: 17 година, 219 дана.[2]